# William D. Swenson

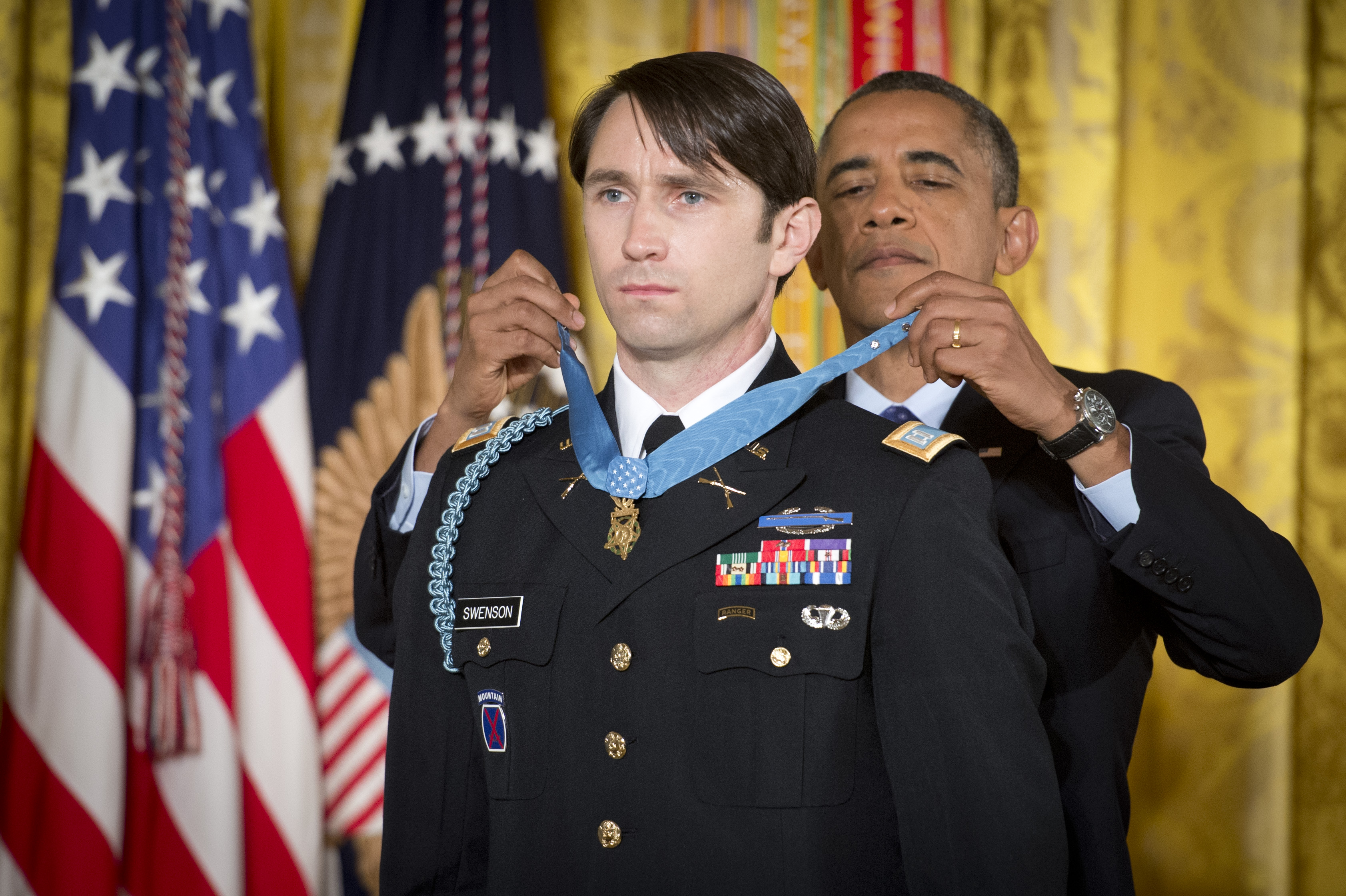
William D. Swansons wird die Medal of Honor durch Präsident Barack Obama verliehen.

William D. Swenson (geboren am 2. November 1978) ist ein Oberstleutnant der United States Army, der am 15. Oktober 2013 in einer Zeremonie mit der Medal of Honor ausgezeichnet wurde. Er war der sechste lebende Empfänger im Krieg gegen den Terror. Swenson, Thomas Payne und Matthew O. Williams sind die einzigen Empfänger der Medal of Honor, die noch im aktiven Dienst sind.

## Leben
Swenson schloss 2001 sein Studium an der Seattle University mit einem Bachelor of Science in Politikwissenschaften ab. Swenson wurde im September 2002 von der Officer Candidate School als Infanterieoffizier der United States Army in Dienst gestellt. Seine militärische Ausbildung, die er größtenteils in Fort Benning absolvierte, umfasst Grund- und Aufbaukurse für Infanterieoffiziere, die Ranger School und die Airborne School. Er ist dreimal im Krieg gegen den Terror eingesetzt worden, einmal im Irak und zweimal in Afghanistan. Er wurde mit der Bronze Star Medal (mit zwei Eichenlaubbüscheln), dem Purple Heart und dem Combat Infantryman Badge ausgezeichnet. Zum Zeitpunkt der Schlacht von Ganjgal war Swenson Hauptmann im 3rd Brigade Combat Team, 10th Mountain Division, und wurde als Embedded Trainer für die afghanische Grenzpolizei eingesetzt.

## Medal of Honor Aktion
Am 8. September 2009 war Swenson Teil einer Operation, die die afghanische Regierung mit einheimischen Ältesten im Ganjgal-Tal in der östlichen Kunar-Provinz in Afghanistan, nahe der pakistanischen Grenze, zusammenbringen sollte.
Laut dem detaillierten offiziellen Bericht der US-Armee rückte die 106 Mann starke Kolonne der Koalitionstruppen in das Tal ein und geriet gegen 6.00 Uhr morgens in einen Hinterhalt von bis zu 60 aufständischen Kämpfern, die die Kolonne bald von drei Seiten umzingelten, die sich auf einem terrassenförmigen Hochplateau befand. Innerhalb einer Stunde war die Kommunikation zur Front der Kolonne, darunter vier US-Soldaten, verloren. In der Zwischenzeit forderte Captain Swenson, der zunächst im hinteren Teil der Kolonne positioniert war, Luftunterstützung an und überquerte mit zwei Kameraden 50 Meter offenen Raum unter direktem feindlichen Beschuss, um seinem schwer verwundeten Sergeant lebensverlängernde Erste Hilfe zu leisten. Als die Kolonne von feindlichen Kämpfern umzingelt wurde, die bis auf 50 Meter heranrückten, reagierte Swenson auf die Forderung der Taliban, sich zu ergeben, indem er eine Handgranate warf – ein Akt des Trotzes, der seine Kameraden dazu brachte, den feindlichen Vorstoß abzuwehren.
Swenson und seine Kameraden brachten seinen Sergeant und andere Verwundete zur medizinischen Evakuierung zu einem Hubschrauber, bevor sie für mindestens zwei weitere Fahrten in einem ungepanzerten Fahrzeug in die „Kill Zone“ des Feindes zurückkehrten, um weitere Verwundete zu evakuieren. Als sie auf der Suche nach den vier US-Soldaten noch tiefer durch die „Kill Zone“ in Richtung des Standortes der Kolonnenspitze zurückkehrten, rettete Swensons Gruppe zunächst mehrere Verwundete und barg tote afghanische Nationale Sicherheitskräfte. Schließlich bargen Swenson und ein kleiner Trupp die vier gefallenen US-Soldaten, die am Mittag von einem Such- und Rettungsflugzeug entdeckt worden waren. Das sechs- bis siebenstündige Feuergefecht forderte 15 Todesopfer in der Koalition, darunter die vier US-Soldaten; außerdem erlag Swensons Sergeant, Kenneth Westbrook, nach seiner Rückkehr aus Afghanistan seinen Verletzungen. Es wird angenommen, dass Swensons Aktionen direkt dazu beigetragen haben, mehr als ein Dutzend afghanische Leben zu retten.